# Otis Smith
Otis Fitzgerald Smith (Jacksonville, 30 gennaio 1964) è un ex cestista, allenatore di pallacanestro e dirigente sportivo statunitense.
È nato e cresciuto a Jacksonville, in Florida, ed è stato un atleta di punta alla Forrest High School, diplomandosi nel 1982.

## Università
Ha giocato alla Jacksonville University (JU) dal 1982 al 1986 e si è laureato in marketing e management. È diventato l'unico giocatore nella storia della scuola a totalizzare più di 1.700 punti e 900 rimbalzi nella sua carriera collegiale. Nel 1986, è stato nominato MVP del torneo di basket maschile della Sun Belt. La sua maglia è stata ritirata alla Jacksonville University nel 2002.

## Professionista
È stato selezionato con la 17ª scelta al secondo giro del draft NBA del 1986 dalla Jacksonville University dai Denver Nuggets. Ha giocato un'intera stagione e parte di una seconda con i Nuggets prima di essere ceduto ai Golden State Warriors durante la stagione 1987-88. Ha giocato il resto di quella stagione e la stagione 1988-89 con i Warriors. Ha partecipato all'NBA Slam Dunk Contest del 1988, dove è arrivato 4º assoluto, e anche al contest del 1991, dove ha concluso al 7º posto.
È diventato un membro degli Orlando Magic il 15 giugno 1989 come uno dei 12 giocatori selezionati nell'NBA Expansion Draft 1989. Era nel roster della partita inaugurale della squadra nella stagione 1989-90, e vi ha giocato per tutta la stagione 1991-92. Ha fatto registrare dei record in carriera di 13,9 punti a partita e 5,2 rimbalzi a partita nel 1991 con i Magic.
Si è ritirato per un infortunio al ginocchio dopo la sua sesta stagione, giocando in 375 partite, con una media in carriera di 10,5 punti a partita, 3,8 rimbalzi a partita e 1,8 assist a partita.
Dopo aver preso una pausa di tre anni, nell'ottobre 1996 ha firmato con i Solna Vikings nella Sweden Professional League. È stato nominato MVP della Swedish League nel 1997, ma ha deciso di non giocare un secondo anno in Svezia.